# 호모 가우텐겐시스
호모 가우텐겐시스는 2010년 대런 쿤로에 의해 제안된 화석인류의 한 종이다. 여기에 포함되는 것으로 주장되는 것에는 호모 하빌리스, 호모 에르가스테르, 오스트랄로피테쿠스의 일부 화석들이 포함되어 있다.

## 발견
2010년 5월 남아프리카 공화국의 가우텡 주에 위치해있는 스테르크폰테인 동굴에서 대런 쿤로에 의해 발견되었다.

## 같이 보기
- 화석 인류